# Golden Globe-galan 1946
3:e
Golden Globe Awards

30 mars 1946
Bästa film

Förspillda dagar
Golden Globe-galan 1946 var den tredje upplagan av Golden Globe Awards, som belönade filminsatser från 1945, och hölls på Knickerbocker Hotel i Los Angeles, Kalifornien den 30 mars 1946.

## Vinnare
| Bästa film - Förspillda dagar                                  | Bästa regissör - Billy Wilder – Förspillda dagar                  |
| Bästa manliga huvudroll - Ray Milland – Förspillda dagar       | Bästa kvinnliga huvudroll - Ingrid Bergman – Klockorna i S:t Mary |
| Bästa manliga biroll - J. Carrol Naish – Intermezzo i Pantera  | Bästa kvinnliga biroll - Angela Lansbury – Dorian Grays porträtt  |
| Bästa film för internationell förståelse - The House I Live In |                                                                   |

### Filmer med flera vinster
| Vinster | Film             |
| ------- | ---------------- |
| 3       | Förspillda dagar |